# アンボン島地震
アンボン島地震（アンボンとうじしん，インドネシア語: Gempa bumi Ambon）は、2019年9月26日08時46分（WIT UTC+9）頃にインドネシアマルク州西部セラム県を震央として発生した地震である。BMKGによるモーメントマグニチュードは6.5。震源の深さは10km。
震央はマルク州の州都アンボンから北東へ約43kmのセラム島西部。
震央周辺のセラム島西部のほか、アンボン島やハルク島で地震動による構造物の破壊や土砂崩れ・落石による被害が生じた。
アンボン島東部のLiangやWaai，Tulehuなどが被害の中心地。
死者は中部マルク県で10人、アンボン市で8人、西部セラム県で2人。負傷者は中部マルク県で108人、アンボン市で31人、西部セラム県で13人。
住宅106棟が全壊、125棟が半壊、303棟が一部損壊。そのほか病院やモスク、大学校舎などでも建物が損壊する被害が生じた。
26日夜に15,000人が屋外に避難したまま夜を明かした。28日現在25,000人が避難している。
インドネシア国家防災庁は10億ルピアの資金援助と、食料や毛布・テントなど5.15億ルピア分の支援物資を表明。
9月27日にジョコ大統領は大統領事務局のプレリリースで、国民と政府を代表して追悼の意と、被災者の医療費の全額負担を表明した。
社会省は11億ルピアの資金援助を表明
。
インドネシアのソーシャルメディアでアンボンを大津波を襲ったというデマが発生した。この地震による津波は観測されていない。被災地で津波発生のデマを流したとして男性が逮捕された。
この地震の発震機構解は北北東から南南西に圧縮軸を持つ横ずれ断層型で、地殻内で発生した地震である。
インドネシア東部ではフィリピン海プレート、ユーラシアプレート、オーストラリアプレートの三つのプレートが衝突しあっており、地殻が複雑にブロック状になり複数のマイクロプレートが形成されている。セラム島付近では沈み込み帯のセラムトラフ、左横ずれ断層のカワ断層、バンダデタッチメントなどの活構造が形成されている。